# Công quốc Cornwall

Huy hiệu của Công quốc Cornwall

Công quốc Cornwall (tiếng Cornwall: Duketh Kernow) là một trong hai công quốc hoàng gia ở Anh, công quốc còn lại là Lancaster. Con trai cả của đương kim quốc vương Anh có được quyền sở hữu công quốc và tước hiệu "Công tước xứ Cornwall" khi mới sinh hoặc khi cha mẹ của anh ta kế vị ngai vàng, nhưng không được bán tài sản vì lợi ích cá nhân và bị hạn chế quyền lợi cũng như thu nhập khi còn vị thành niên.
Công tước hiện tại của xứ Cornwal là Vương tử William. Khi quốc vương không có con trai, các quyền và trách nhiệm của công quốc được trao lại cho Vương quyền.
Hội đồng Công quốc, được gọi là Hội đồng Vương tử, họp 2 lần mỗi năm và do công tước làm chủ tịch. Hội đồng Vương tử là một cơ quan không điều hành cung cấp lời cố vấn cho công tước liên quan đến việc quản lý công quốc. Công quốc cũng thực hiện một số quyền và đặc quyền hợp pháp trên khắp Cornwall và Quần đảo Scilly, bao gồm một số quyền và đặc quyền ở những nơi khác ở Anh thuộc về Vương quyền. Công tước bổ nhiệm một số quan chức trong địa hạt và đóng vai trò là cơ quan quản lý cảng cho bến cảng chính của Quần đảo Scilly.
Chính phủ coi công quốc là một cơ quan vương quyền và do đó được miễn nộp thuế doanh nghiệp. Tình trạng miễn thuế của công quốc đã bị thách thức.

## Lãnh thổ
Công quốc sở hữu 531,3 km2 (205,1 dặm vuông), chiếm 0,2% diện tích đất của Vương quốc Anh, với các phần lãnh thổ tách rời trải dài tại hơn 23 hạt hành chính, chứ không nằm dính với nhau, bao gồm các tài sản nông nghiệp, dân cư và thương mại, cũng như danh mục đầu tư.

## Tài chính và kinh doanh

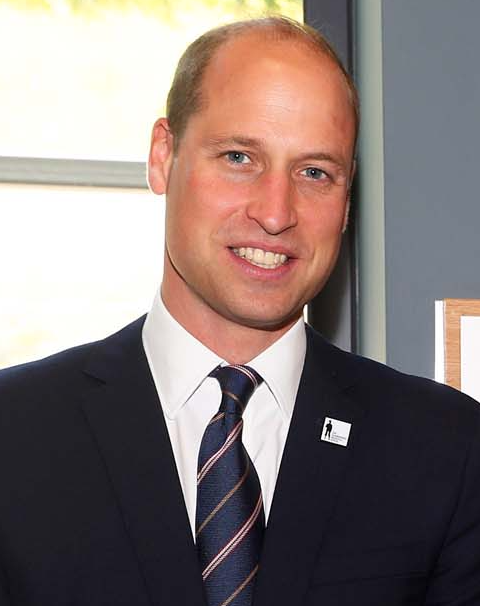
William, Thân vương xứ Wales, người đang nắm giữ tước vị Công tước xứ Cornwall

Hoạt động chính của công quốc là quản lý các khu bất động sản ở Anh với diện tích 135.000 mẫu Anh hay 55.000 ha. Điều này bao gồm 7.571 ha hoặc 18.710 mẫu đất ở chính Cornwall, chiếm 13% toàn bộ điền trang công quốc. Một nửa bất động sản nằm trên Dartmoor ở Devon, với các mảnh lớn khác ở Herefordshire, Somerset và gần như toàn bộ Quần đảo Scilly. Công quốc cũng có một danh mục đầu tư tài chính.
Việc quản lý công quốc được quy định bởi Đạo luật (Tài khoản) của Công quốc Lancaster và Cornwall 1838, đạo luật này yêu cầu sự giám sát của Bộ Tài chính và các tài khoản phải được trình lên cả hai viện của Quốc hội Vương quốc Liên hiệp Anh và Bắc Ireland.
Công quốc có các quyền hợp pháp đặc biệt, chẳng hạn như các quy tắc về quyền lợi của Tài sản vô chủ. Quyền đối với tài sản không có chủ sở hữu này hoạt động có lợi cho công quốc hơn là Vương quyền, chẳng hạn như tài sản của bất kỳ ai chết ở hạt Cornwall mà không có di chúc hoặc người thừa kế có thể xác định danh tính hoặc những tài sản thuộc về các công ty đã giải thể có trụ sở đăng ký ở Cornwall, đều được thuộc quyền sở hữu của công quốc.  Vào năm 2007, công quốc đã nhận tổng cộng 130.000 bảng Anh từ nguồn này và được trao cho một quỹ từ thiện.
Công quốc được thành lập với mục đích rõ ràng là cung cấp thu nhập cho người thừa kế ngai vàng; tuy nhiên, các điều khoản ban đầu giới hạn tước hiệu Công tước xứ Cornwall cho con trai cả của quốc vương nếu và chỉ khi, con trai đó cũng là người thừa kế rõ ràng; kể từ năm 2015, con cả (bất kể giới tính) của quốc vương thường sẽ là người thừa kế rõ ràng, nhưng không có thay đổi nào được thực hiện để cho phép con gái cả nhận tước hiệu Nữ công tước xứ Cornwall. Công tước xứ Cornwall có 'quyền sở hữu' đối với tài sản của công quốc (chẳng hạn như bất động sản), có nghĩa là họ được hưởng thu nhập ròng, không có quyền sở hữu hoàn toàn và không có quyền bán tài sản vì lợi ích của cá nhân mình.
Năm 1913, các quan chức tư pháp của chính phủ đưa ra ý kiến rằng Công tước xứ Cornwall không phải chịu thuế đối với thu nhập từ Công quốc. Tuy nhiên, từ năm 1993 đến khi lên ngôi vào năm 2022, Thái tử Charles đã tự nguyện nộp thuế thu nhập ở mức thông thường (xem Tài chính của Hoàng gia Anh).
Kể từ khi Đạo luật trợ cấp có chủ quyền 2011 có hiệu lực, doanh thu của Công quốc Cornwall sẽ được chuyển cho người thừa kế ngai vàng, bất kể người thừa kế đó có phải là Công tước xứ Cornwall hay không. Trong trường hợp người thừa kế là trẻ vị thành niên, 10% doanh thu sẽ được chuyển cho người thừa kế, phần còn lại được chuyển cho Vương quyền.
Công quốc đã tạo ra thu nhập 21,7 triệu bảng Anh trong năm 2017–2018. Số tiền này chi trả cho hầu hết các hoạt động chính thức và từ thiện của Thân vương xứ Wales và Công tước phu nhân xứ Cornwall, cũng như các văn phòng chính thức của Công tước và Công tước phu nhân xứ Cambridge, cũng như Vương tử Harry, Công tước xứ Sussex.

## Lịch sử

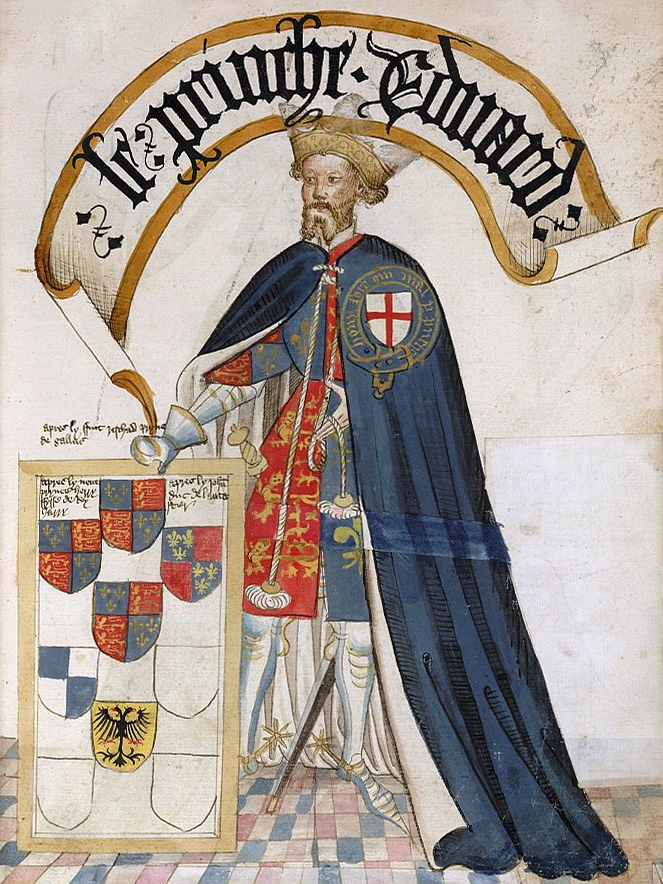
Edward Vương tử Đen, vị công tước đầu tiên của xứ Cornwall

Công quốc được Vua Edward III thành lập vào ngày 17 tháng 3 năm 1337 theo Đại Hiến chương Hoàng gia, dựa trên tài sản và điền trang của cựu Lãnh địa Bá tước xứ Cornwall và địa vị này đã được trao cho con trai của nhà vua là Edward, Thân vương xứ Wales (với biệt danh Hoàng tử Đen\Black Prince), người đã trở thành Công tước xứ Cornwall đầu tiên.
Hiến chương quy định rằng Công tước xứ Cornwall phải là con trai cả còn sống của quốc vương đương nhiệm và là người thừa kế ngai vàng. Điều lệ bổ sung đã được ban hành sau đó bởi Edward III. Công quốc bao gồm tước hiệu và danh dự, và các vùng đất hỗ trợ tài chính cho nó. Điều lệ trao cho công tước một số quyền và trách nhiệm trong địa hạt, bao gồm quyền bổ nhiệm cảnh sát trưởng của địa hạt và lợi nhuận từ các tòa án địa hạt, đồn điền và cảng. Bất động sản của công tước, dựa trên tài sản của các Bá tước xứ Cornwall trước đó, không bao gồm toàn bộ địa hạt, và phần lớn nằm bên ngoài Cornwall. Phạm vi của bất động sản đã thay đổi khi nhiều cổ phần đã được bán và mua lại trong nhiều năm, cả ở Cornwall và các địa hạt khác.
Theo điều lệ, các trang viên của Bá tước xứ Cornwall được chuyển cho công tước. 17 trang viên ban đầu, tất cả đều ở Cornwall, được gọi là Antiqua maneria (trang viên cổ xưa). Những điền trang bên ngoài Cornwall được trao cho công quốc khi nó được thành lập được gọi là forinseca maneria (trang viên nước ngoài), với các điền trang được hợp nhất sau này được biết đến với tên gọi Anneata maneria.
Vị công tước đầu tiên đã ra lệnh tiến hành một cuộc khảo sát có tên là "Chú thích Seisin của Công tước xứ Cornwall" (The Caption of Seisin of the Duchy of Cornwall) vào tháng 5 năm 1337 để xác định mức độ nắm giữ của các công tước đối với vùng đất Cornwall bao gồm các trang viên, lâu đài và lệ phí hiệp sĩ, lợi nhuận từ các tòa án quân đội và quyền hạn của Cornwall, và các khoản thu khác.
Một hiến chương tiếp theo được ban hành bởi Vua Henry IV dành cho Công tước đời thứ 5 của xứ Cornwall đã viết rằng:
We have made and created Henry our most dear first-begotten Son, Prince of Wales, Duke of Cornwall and Earl of Chester, and have given and granted, and by our Charter have confirmed to him the said Principality, Duchy, and Earldom, that he may preside there, and by presiding, may direct and defend the said parts. We have invested him with the said Principality, Duchy, and Earldom, per sertum in capite et annulum in digito aureum ac virgam auream juxta morem.
Với cái chết của Vương tử Arthur vào năm 1502, Hội đồng Hoàng tử không còn tồn tại. Từ năm 1547 đến năm 1603, không có người thừa kế nam nào của hoàng gia giữ tước hiệu Công tước xứ Cornwall, và công quốc được trao lại cho Vương quyền, trên thực tế trở thành một bộ phận của Exchequer. Hội đồng đã được cho phục hồi vào năm 1611 để đối phó với cuộc khủng hoảng lương thực.

### Công quốc giai đoạn 1649–1660
Sau cái chết của Vua Charles I, các vùng đất tích hợp vào Vương quyền nằm dưới sự kiểm soát của Quốc hội; điều này kéo dài cho đến khi Vua Charles II thực hiện thành công Trung hưng quân chủ Anh vào năm 1660.

### Post-Interregnum
Năm 1830, Đảng Whigs lập luận rằng doanh thu từ hai công tước Cornwall và Lancaster nên thuộc về thần dân nước Anh, nhưng để đảm bảo sự ủng hộ của Vua William IV đối với Đạo luật Cải cách 1832, cuối cùng họ đã phê chuẩn danh sách dân sự và để các công quốc thuộc quyền sở hữu của hoàng gia. Quốc hội đã nhiều lần tranh luận về quyền sở hữu của hai công quốc, kể cả dưới thời trị vì của Nữ vương Victoria và Vua Edward VII. Năm 1936, lãnh đạo phe đối lập Clement Attlee đưa ra một bản sửa đổi đối với dự luật danh sách dân sự, theo đó các công quốc phải chấp nhận để đổi lấy một khoản tiền hàng năm được điều chỉnh gắn với chi phí thực tế của các chức năng hoàng gia, nhưng bản sửa đổi đã bị thất bại. Năm 1971, dự luật quốc hữu hóa công quốc của một thành viên tư nhân cũng thất bại, nhưng đã có hơn 100 nghị sĩ đã ủng hộ nó.
Sau khi Nữ vương Elizabeth II lên ngôi, Thái tử Charles khi đó bắt đầu nhận được 209.000 bảng Anh từ công quốc, với chính quyền công quốc tuyên bố rằng số tiền đó được chi cho việc "nuôi dưỡng và giáo dục" của ông. Năm 1969, chính phủ thừa nhận rằng thu nhập từ tước vị công tước của ông "vượt quá đáng kể so với chi tiêu hiện tại".
Năm 1975, Thái tử Charles thành lập Quỹ từ thiện của Công tước xứ Cornwall để mang lại lợi ích cho các cộng đồng phía Tây Nam, với doanh thu đến từ số tiền thu được từ tài sản vô chủ ở Cornwall. Vào tháng 8 năm 1980, bất động sản Highgrove được Công tước xứ Cornwall mua với giá được cho là từ 800.000 đến 1.000.000 bảng Anh, với số tiền huy động được để mua nó bằng cách bán ba bất động sản từ tài sản của công tước, bao gồm một phần của làng Daglingworth ở Gloucestershire.
Năm 1988, Hội đồng quận Tây Dorset giao đất trong điền trang công tước, phía Tây Dorchester, để phát triển nhà ở, nơi được gọi là Poundbury. Công ty Duchy Originals được thành lập vào năm 1992 để sử dụng sản phẩm từ các trang trại trong khu đất của công tước, với một số tiền thu được sẽ được dùng cho các tổ chức từ thiện của ông. Duchy Originals đã được cấp phép cho Waitrose vào năm 2009 sau khi thua lỗ vào năm 2008. Năm 2006, Llwynywermod được Công quốc mua làm nơi ở cho Công tước ở Wales.
Năm 1995, công quốc đã cấp hợp đồng thuê 99 năm các đảo nhỏ không có người ở của Quần đảo Scilly, cộng với vùng đất không có người sở hữu ở trên 5 hòn đảo có người ở, cho Isles of Scilly Wildlife Trust với khoản thanh toán hàng năm bằng một bông thủy tiên. Vào ngày 7 tháng 2 năm 2005, tài chính của Công quốc Cornwall được Ủy ban Tài khoản Công của Hạ viện giám sát công khai.
Theo Đạo luật đăng ký đất đai năm 2002, Công quốc được yêu cầu vào tháng 10 năm 2013 phải nộp cho Cơ quan đăng ký đất đai các quyền khoáng sản được trao cho Công quốc vào năm 1337. Một số chủ sở hữu đất đai của Talskiddy đã ngạc nhiên rằng các quyền này sẽ được đưa vào sổ đăng ký quyền sở hữu của họ một cách rõ ràng khi được thông báo về việc nộp đơn vào tháng 2 năm 2012.
Vào tháng 1 năm 2012, Công quốc đã mua một nhà kho tại Milton Keynes từ Waitrose. Công quốc đã tham gia vào dự án Truro Eastern District Center (TEDC). Dự án TEDC sẽ xây dựng một công viên và bãi xe, một trung tâm tái chế, 110 ngôi nhà và một Waitrose ở giao lộ của Union Hill và Newquay Road. Dự án đã nhận được sự chấp thuận của Hội đồng Cornwall vào tháng 3 năm 2012, nhưng Hội đồng Truro đã phản đối nó trước triều đình. Điều này đặt ra câu hỏi về mối quan hệ giữa Công quốc và Waitrose.
Vào năm 2013, việc xây dựng Nansledan đã được cấp phép, một phần mở rộng đô thị cho Newquay ở Cornwall, mà Công quốc đã lên kế hoạch từ đầu những năm 2000. Việc xây dựng bắt đầu vài tháng sau đó.
Năm 2013, văn phòng của Công tước ở Cornwall chuyển từ Liskeard đến các tòa nhà trang trại cũ của Trang viên Lâu đài Restormel. Vào năm 2014, Công quốc đã mua nửa phía Nam của điền trang Port Eliot từ Lãnh chúa xứ St Germans. Đến năm 2015, Thái tử William bắt đầu tham dự Hội đồng Công quốc hai lần một năm. Năm 2017, Paradise Papers tiết lộ rằng Công quốc đã đầu tư vào các quỹ và công ty nước ngoài. Sau đó, cung điện tuyên bố rằng các khoản đầu tư ra nước ngoài đã bị loại bỏ vào năm 2019.

## Tài sản

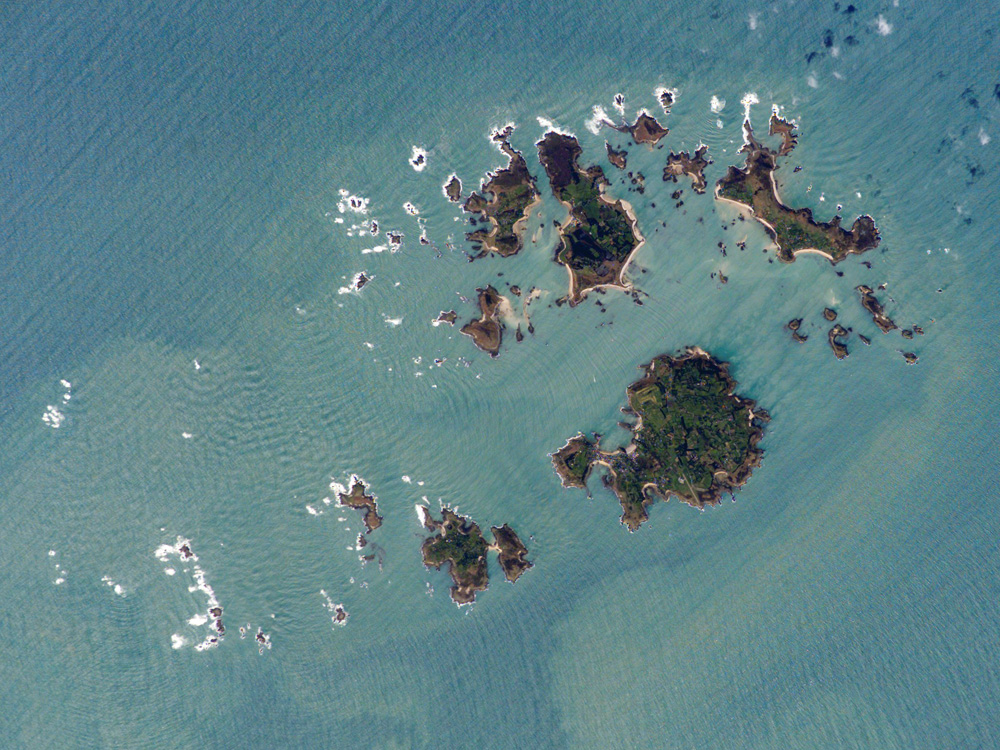
Quần đảo Scilly, một trong những điền trang của Công quốc Cornwall

Công quốc sở hữu 531,3 km2 (205,1 dặm vuông) – 0,2% diện tích đất của Vương quốc Anh – nằm rải rác tại hơn 23 địa hạt, bao gồm các tài sản nông nghiệp, dân cư và thương mại, cũng như danh mục đầu tư.
Đến thế kỷ XVII, các điền trang của công tước được xếp vào một trong ba nhóm:
1. Antiqua maneria - trang viên cổ xưa của Bá tước ở Cornwall.
2. Forinseca maneria (trang viên nước ngoài) – những trang viên bên ngoài Cornwall nhưng gắn liền với công quốc theo điều lệ thành lập.
3. Annexata maneria, hoặc các trang viên bị sáp nhập - những trang viên đó được thêm vào phần đất của Công quốc sau khi nó được thành lập như một "County palatine"[16]

Các bất động sản là nguồn gốc của công việc quản lý đất đai cho bảy văn phòng:
- Trụ sở chính Luân Đôn.
- Văn phòng Hereford, Dewsall, Hereford.
- Văn phòng Quận phía Đông, Newton St Loe, Somerset.
- Văn phòng Poundbury, Poundbury, Dorchester, Dorset.
- Văn phòng quận phía Tây, Restormel Manor, Lostwithiel, Cornwall.
- Văn phòng Dartmoor, Dartmoor, Yelverton, Devon.
- Văn phòng Quần đảo Scilly, Hugh Town, Quần đảo Scilly.[34]

Hầu hết tài sản được cho thuê, đặc biệt là đất nông nghiệp, trong khi đất rừng và các ngôi nhà nghỉ mát do Công quốc trực tiếp quản lý. Hoạt động kinh doanh nhà nghỉ dưỡng của điền trang tập trung ở Restormel Manor, gần Lostwithiel.
Công quốc sở hữu sân cricket The Oval ở London, được xây dựng trên mảnh đất ở Kennington, nơi tạo thành một phần của khu đất Công quốc ban đầu. Công quốc đã mạo hiểm phát triển theo kế hoạch với Poundbury, gần Dorchester ở Dorset.

### Kế hoạch phát triển
Bên cạnh Poundbury, công quốc còn tham gia vào dự án ở Nansledan, một phần mở rộng 540 mẫu Anh đến thị trấn ven biển Newquay, Cornwall. Năm 2012, công việc bắt đầu phát triển, 174 ngôi nhà tại Đồi Tregunnel, phía Tây Nam Newquay, được người dân địa phương gọi là "Surfbury", theo tên dự án Poundbury ở Dorset. Các kế hoạch đã được phê duyệt vào tháng 12 năm 2013 bao gồm 800 ngôi nhà, cửa hàng, siêu thị và trường tiểu học. Mục đích là Nansledan sẽ phát triển thành một cộng đồng gồm hơn 4.000 ngôi nhà hỗ trợ số lượng công việc tương tự.

## Tình trạng pháp lý và quyền bổ sung
Cả Công quốc Cornwall và Công quốc Lancaster — kể từ năm 1399 do quốc vương Anh nắm giữ với tư cách cá nhân — đều có các quyền pháp lý đặc biệt mà các điền trang trên đất liền khác không có: ví dụ, các quy tắc về quyền sở hữu ngay từ đầu, quyền đối với tài sản vô chủ, có hiệu lực và ủng hộ những người nắm giữ các công quốc hơn là Vương quyền, chẳng hạn như tài sản của bất kỳ ai chết ở địa hạt Cornwall mà không có di chúc hoặc người thừa kế (tài sản vô chủ), cũng như tài sản của các công ty đã giải thể có trụ sở đăng ký ở Cornwall, được chuyển cho công quốc.
Vào năm 2007, đã có 130.000 bảng Anh được chuyển cho ngân quỹ của công quốc từ nguồn tài sản vô chủ và được trao cho một quỹ từ thiện. Công tước sở hữu khoảng 3/5 bờ biển Cornish và 'đáy', hay lòng sông, của những con sông có thể đi lại được và có quyền khai thác hoặc trục vớt các xác tàu bị đắm trên bờ biển Cornish, bao gồm cả những con tàu nổi ngoài khơi, và cả các loài cá hoàng gia chiếu theo luật của Vương quốc Anh — tức là cá voi, cá heo và cá tầm. Công quốc Cornwall là cơ quan quản lý bến cảng của Cảng St Mary. Có tổng chưởng lý riêng cho công quốc. Cảnh sát trưởng cấp cao của Cornwall được bổ nhiệm bởi Công tước xứ Cornwall, chứ không phải quốc vương, trái ngược với các đơn vị hành chính khác của Anh và xứ Wales. Công tước có một vai trò nghi lễ trong việc triệu tập Nghị viện Cornish Stannary.